# كأس يوغوسلافيا
كأس يوغوسلافيا (بالكرواتية: Pokal Jugoslavije)‏؛ (بالصربية: Куп Југославије)‏؛ (بالسلوفينية: Pokal Jugoslavije)‏، (بالمقدونية: Куп на Југославија)‏، عُرف رسميًا بين عامي 1923 و1940 باسم كأس الملك الكسندر. (بالصربوكرواتية: Kup kralja Aleksandra)‏، Куп краља Александра، وبين عامي 1947 و1991 باسم كأس مارشال تيتو (بالصربية: Куп маршала Тита)‏؛ (بالكرواتية: Kup maršala Tita)‏؛ (بالسلوفينية: Pokal maršala Tita)‏؛ (بالمقدونية: Куп на маршал Тито)‏،[بحاجة لمصدر] كانت إحدى مسابقتين رئيسيتين لكرة القدم في يوغوسلافيا، والأخرى هي بطولة الدوري اليوغوسلافي. أقيمت كأس يوغوسلافيا بعد بطولة الدوري عندما انتهت كل بطولة تنافسية في يوغوسلافيا . استند كأس مارشال تيتو على تصميم برانكو أوترا.[بحاجة لمصدر]

## وصلات خارجية
- Yugoslavia / Serbia and Montenegro Cup finals at RSSSF